# Hibiscus conceptionis
Hibiscus conceptionis är en malvaväxtart som beskrevs av Paul Arnold Fryxell och Krapov.. Hibiscus conceptionis ingår i Hibiskussläktet som ingår i familjen malvaväxter. Inga underarter finns listade i Catalogue of Life.